# 野猪湖
野猪湖是一个位于中国湖北省孝感县的湖泊，面积约为22.4平方千米。位于孝感县东。海拔20米。有野猪湖鲌类国家级水产种质资源保护区。

## 历史

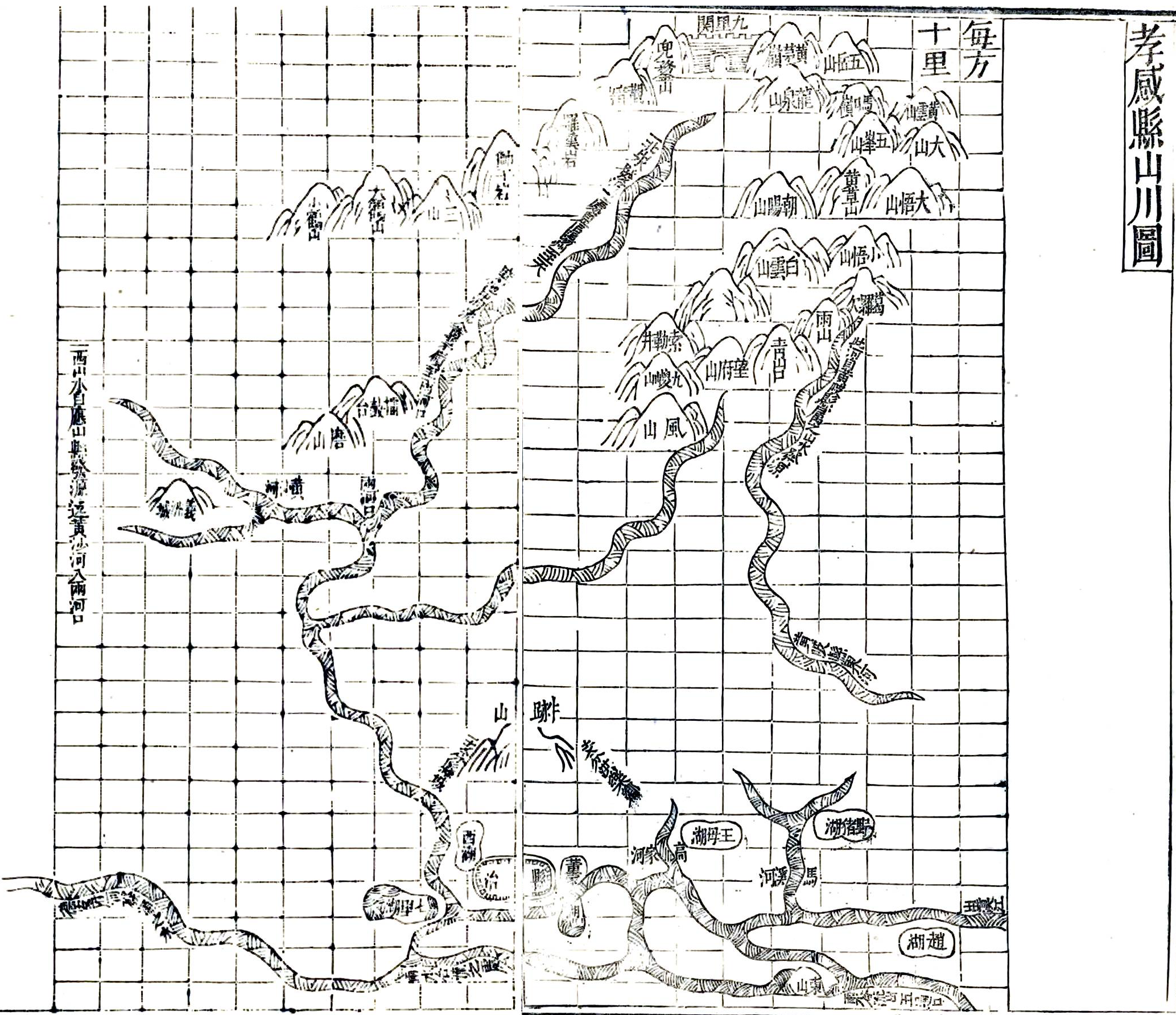
乾隆《汉阳府志》（1747年）中的孝感县山川图，野猪湖在图中右下角

野猪湖处于古云梦泽的中心地带，古称蒲湖。“孝感八景”中的“北泾渔歌”，“程台夜月”两景即在野猪湖。长时间以来，都以渔业为主。在民国时期，有渔霸盘剥渔民的记录，称当时渔民在野猪湖捕捞所得渔获，渔民得三成，渔霸得七成，渔民还需向县政府全额交税。1931年冬，因气温异常冷，野猪湖有封冻记录。
1962年，野猪湖建立了专业的水产养殖厂。自1984年起，野猪湖通过逐步完善排、灌系统、改造湖内沟渠、增加湖堤高度等方法，野猪湖成为了孝感县重要的鱼类养殖基地。2004年，野猪湖养殖场被农业部认定为无公害水产品产地，2013年国家质量监督检验检疫总局批准对野猪湖胖头鱼实施地理标志产品保护。
2002年，野猪湖有1000米的面积被划做孝南野猪湖鸟类自然保护小区，属于湖北省级湿地自然保护小区。该保护区主要保护对象为苍鹭、野鸭等动物及其栖息环境。

## 考古发现

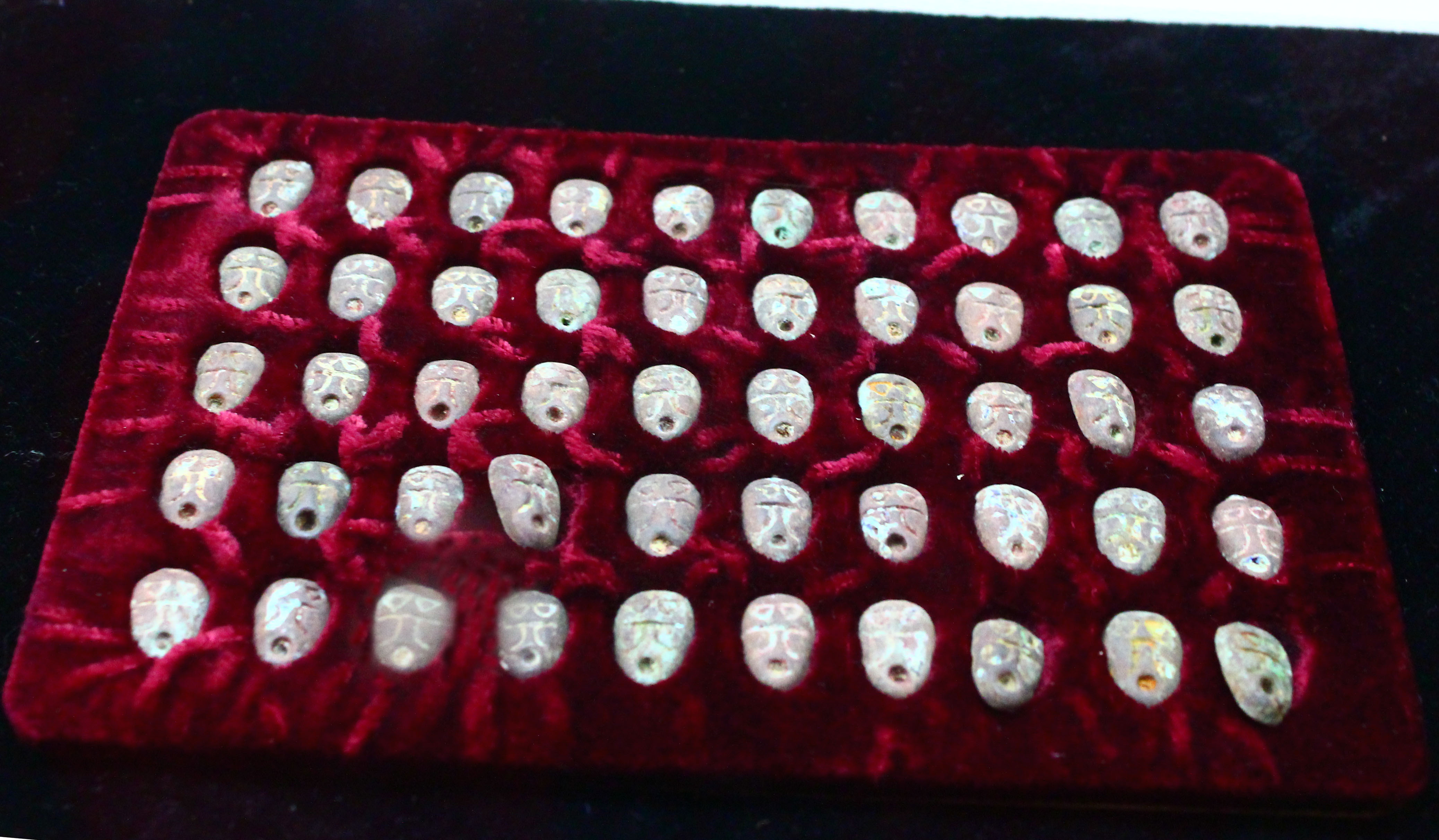
出土于孝感野猪湖的蚁鼻钱，现藏于湖北省博物馆

1963年，在野猪湖的湖底淤泥中发现五千枚左右的战国楚蚁鼻钱，置于一个灰陶圜底罐内，总重量21.5公斤，其中湖北省博物馆藏4745枚，其余存孝感文县化馆。同时出土的还有铜弩机二件，铜镞二枚，车辖二件及残断之铜剑一件。